# Bitterblue (dal)
A Bitterblue Bonnie Tyler első és egyik legsikeresebb Dieter Bohlen által komponált dala. Ausztriában és Norvégiában is platinalemez minősítést ért el.

## A dalról
A dalt 1991-ben rögzítették Los Angelesben Dieter Bohlen és Luis Rodriguez vezénylésével. Ez Tyler második kis lemeze akkori új lemezkiadójánál, a BMG Hansá-nál a Breakout után. A dal zenei világa igen vidám, dicsőítő. Tipikus Modern Talking hangzás megfűszerezve egy kis skót zenével, a gyermekkórus kántálása, főképp a True Blue Remixben karácsonyi hangulatú énekkórusra emlékeztet.

## Kislemez

### Bitterblue CD Single
- Európa

| # | Dalcím                             | Zeneszerző    | Producer      | Hossz |
| - | ---------------------------------- | ------------- | ------------- | ----- |
| 1 | Bitterblue (Radio Mix)             | Dieter Bohlen | Dieter Bohlen | 3:48  |
| 2 | Bitterblue (True Blue Mix)         | Dieter Bohlen | Dieter Bohlen | 5:40  |
| 3 | Too Hot                            | Dieter Bohlen | Dieter Bohlen | 3:25  |
| 4 | Whenewer You Need Me (Bonus Track) | David Yorath  | David Yorath  | 4:10  |

### Bitterblue "7 Single
- Németország

| #   | Dalcím                 | Zeneszerző    | Producer      | Hossz |
| --- | ---------------------- | ------------- | ------------- | ----- |
| 1/A | Bitterblue (Radio Mix) | Dieter Bohlen | Dieter Bohlen | 3:48  |
| 1/B | Too Hot                | Dieter Bohlen | Dieter Bohlen | 3:25  |

### Bitterblue "12 Single
- Németország

| # | Dalcím                    | Zeneszerző    | Producer      | Hossz |
| - | ------------------------- | ------------- | ------------- | ----- |
| 1 | Bitterblue (Radio Mix)    | Dieter Bohlen | Dieter Bohlen | 3:48  |
| 2 | Bitterblue (Tru Blue Mix) | Dieter Bohlen | Dieter Bohlen | 5:40  |
| 3 | Too Hot                   | Dieter Bohlen | Dieter Bohlen | 3:25  |

### Bitterblue (USA)
| # | Dalcím                 | Zeneszerző    | Producer      | Hossz |
| - | ---------------------- | ------------- | ------------- | ----- |
| 1 | Bitterblue (Radio Mix) | Dieter Bohlen | Dieter Bohlen | 3:48  |

## Videó
- Bitterblue. YouTube

## Toplista
| Ország           | Helyezés | Díj          |
| ---------------- | -------- | ------------ |
| Norvégia         | 2        | Platinalemez |
| Ausztria         | 5        | Platinalemez |
| Németország      | 17       | Aranylemez   |
| Német Airplay    | 20       | -            |
| EU Singles Chart | 34       | -            |